# Vízkelety Mariann
Vízkelety Mariann (Székesfehérvár, 1956. december 9. – 2024. január 7.) magyar jogász, az Igazságügyi Minisztérium igazságügyi kapcsolatokért felelős államtitkára (2015–2020), a Magyar Polgári Együttműködés Egyesület elnöke.

## Pályafutása

### Tanulmányai
- 1971 és 1975 között a Kossuth Lajos Közgazdasági Szakközépiskola tanulója volt.
- 1980-ban az Eötvös Loránd Tudományegyetem Állam- és Jogtudományi Karán szerezte diplomáját.

### Szakmai pályafutása
Pályáját bírósági fogalmazóként 1980-ban kezdte a Pesti Központi Kerületi Bíróságon, ahol később bírósági titkárként dolgozott és bíróként is ítélkezett. 1986-tól 1988-ig a Hazafias Népfront Országos Tanácsánál a Nőpolitikai Tanács és a Családvédelmi Tanács titkára volt. 1989-től 1992-ig ügyvédként tevékenykedett a Budapesti 54. számú Jogtanácsosi Munkaközösségben, illetve jogutódjában, a Budapesti 54. számú Ügyvédi Irodában.
1992-től 1994-ig a Miniszterelnöki Hivatalban a Miniszterelnöki Kabinetben látott el közszolgálati feladatot, majd 1994 és 1998 között ismét ügyvédi praxist folytatott a Budapesti 54. számú Ügyvédi irodában. 1998 és 2002 között a Miniszterelnöki Hivatal, Gazdasági- és társadalompolitikai titkárság vezetője volt, ezt követően 2002 és 2004 között a Miniszterelnöki Hivatal titkárságvezetői tisztségét töltötte be.
2004 és 2010 között az Országgyűlés Hivatala szakmai főtanácsadója volt. 2010 és 2012 között a Nemzeti Fejlesztési Minisztérium közigazgatási államtitkárának nevezték ki, ezután 2012. nyarától 2015. tavaszáig a Központi Statisztikai Hivatal jogi és gazdálkodási elnökhelyettese volt. 2015. április 1-jétől töltötte be az Igazságügyi Minisztérium, igazságügyi kapcsolatokért felelős államtitkári tisztségét.
Tagja A Százak Tanácsának, és a Széll Kálmán Alapítvány kuratóriumának.